# Irving Copi
Irving Marmer Copi (apellido de origen: Copilovich, 28 de julio de 1917, Duluth, Minnesota - 19 de agosto de 2002, Honolulu, Hawái) fue un filósofo, lógico estadounidense, y autor de varios textos universitarios.
Copi dictó clases en la Universidad de Illinois, en la Academia de la Fuerza Aérea de los Estados Unidos, en la Universidad de Princeton y en la Universidad "Instituto Lógico" de Georgetown, antes de terminar su carrera enseñando lógica en la Universidad de Míchigan desde 1958 hasta 1969. En sus últimos años Copi decidió alejarse y terminó su carrera dando clase en la Universidad de Hawái en Manoa desde 1969 hasta 1990.
Irving Copi alcanzó la fama luego de publicar Introducción a la lógica (Introduction to Logic) y la Lógica informal (Informal Logic). Ambas obras se utilizan en la actualidad en diversos países, principalmente de Latinoamérica. 
La Introducción a la lógica tuvo 4 ediciones en inglés y 26 ediciones en castellano,  hasta 1997 cuando en la séptima edición se suma Carl Cohen como coautor, coautoría que  ya se encuentra en su decimocuarta edición en inglés y cuarta edición en español.

## Obra

### Libros
- 1953 Introducción a la lógica (Introduction to Logic - Macmillan)

- 1954 Lógica simbólica (Symbolic Logic - Macmillan)

- 1965 Lenguaje, Pensamiento y Cultura. Editado junto a Paul Hente (Language, Thought and Culture - The University of Michigan Press)

- 1966 Ensayos sobre "Wittgenstein's Tractatus". Editado junto a Robert Beard. (Essays on Wittgenstein's Tractatus) Tractatus logico-philosophicus

- 1967 Lectura contemporánea en teorías lógicas. Editado junto a James Gould. (Contemporary Readings in Logical Theory - Macmillan)

- 1971 La teoría de los tipos lógicos. Con Routledge and Kegan Paul (The theory of logical types)

- 1986 Lógica Informal. Con Keith Burgess-Jackson. (Informal Logic - Macmillan)

### Artículos
- 1953: "Analytical Philosophy and Analytical Propositions", Philosophical Studies 4(6): 87–93

- 1954: "Essence and Accident", Journal of Philosophy 51 (23): 706–19

- 1956: "Another variant of Natural Deduction", Journal of Symbolic Logic 21(1): 52–5

- 1956: (con Arthur W. Burks) "The Logical Design of an Idealized General-Purpose Computer", Journal of the Franklin Institute 261: 299–314, and 421–36

- 1957: "Tractatus 5.542", Analysis 18(5): 102–4

- 1958: "The Burali-Forti Paradox", Philosophy of Science 25(4): 281–6

- 1963: (con Eric Stenius) "Wittgenstein’s Tractatus: A Critical Exposition of its Main Lines of Thought", Philosophical Review 72(3): 382